# Vila Velha
Vila Velha is een kuststad in de Braziliaanse staat Espírito Santo. Ze ligt naast Vitória, de hoofdstad van de staat en is ook onderdeel van de metropool van Vitória en heeft zelfs zo'n 120.000 inwoners meer dan Vitória. Vila Velha is gesticht in 1535 door Vasco Fernandes Coutinho.

## Aangrenzende gemeenten
De gemeente grenst aan Cariacica, Guarapari, Viana en Vitória.

## Geboren
- Sávio Bortolini Pimentel (1974), voetballer
- Deivision Nascimento Vagner, "Canigia" (1979), voetballer
- Rafael Berger (1986), voetballer
- André Loyola Stein (1994), beachvolleyballer